# بوب عزام
بوب عزام (ولد جورج وديع عزام) (24 أكتوبر 1925 في الإسكندرية - 24 يوليو 2004 في موناكو) هو مطرب مصري من أصل لبناني.
أشهر من غنى أغنية مصطفى يا مصطفى وهي من تلحين محمد فوزي وغناها أيضا برونو موري شقيق الفنانة الراحلة داليدا.
ظهرت الأغنية أول مرة عام 1960 وظلت ضمن أفضل 20 أغنية في إنجلترا وفرنسا لمدة تزيد عن 14 أسبوع
كما وصلت للمركز الأول في فرنسا عدة مرات ورقصت على أنغامها فاتنات إيطاليا وقد قام المغني بوب عزام بغناء هذه الأغنية دى ضمن استعراضات في عدة أفلام مصرية أشهرها هو فيلم الفانوس السحري للفنان إسماعيل ياسين وفيلم الحب كده للفنانة صباح والفنان الكبير صلاح ذو الفقار وبعد ظهورها في السينما انطلقت آلآف النسخ من هذه الأغنية مترجمة إلى العديد من اللغات بداية من الإنجليزية والإيطالية والتركية ووصولا إلى اللغة الأوردية وعن ما حدث مع بوب عزام مع هذه الأغنية والتي منعها مجلس قيادة الثورة عام 1960 لفترة بسيطة وقتها فقام الأديب الراحل نجيب محفوظ وكان حينها مدير التصنيف والرقابة السينمائية في عهد وزير الثقافة ثروت عكاشة قبل أن يتقدم باستقالته في نفس العام ثم هاجر المطرب بوب عزام لسويسرا في الستينات واشترى ملهى ليلي في مدينة جنيف السويسرية وظل يغني فيه مع آخرين حتى وفاته عام 2004
رددت إشاعات بأنه يهودي الديانة والجنسية ومنهم من قال أنه لبناني أو فلسطيني ولكن لم تثبت الأوراق الرسمية أو الدلائل عن هذه الأقاويل فقد تزوج بوب عزام حسناء أميركية تعيش في مصر اسمها بربارا ولكنها ارتبطت بعلاقة حب مع الفنان الراحل رشدي أباظة والذي رفض الإرتباط بها حتى تحصل على الطلاق من المطرب بوب عزام حتى لا يشعر بأنه خان صديقه وبوب عزام كان من الأصدقاء المقربين لرشدي أباظة وبالفعل نجحت في طلاقها من عزام وتزوجت من رشدي أباظة
منعها مجلس قيادة الثورة عام 1960 لفترة بسيطة، فقد ظنوا أن المقصود بها هو الزعيم مصطفى النحاس، و«سبع سنين في العطارين» أي سبع سنوات مرت على إسقاط الملكية وقيام الجمهورية،
بوب عزام أدى هذه الأغنية ضمن استعراضات في عدة أفلام مصرية أشهرها هو فيلم«الفانوس السحري» لإسماعيل ياسين، وفيلم «الحب كده»، من بطولة صباح وصلاح ذو الفقار
هاجر لسويسرا اشترى ملهى ليلي في مدينة «جنيف» السويسرية، وظل يغني فيه مع آخرين حتى وفاته عام 2004.

## وفاته
وفاته عام 2004

## فيلموجرافيا
- الفانوس السحري
- الحب كده

## روابط خارجية
- بوب عزام على موقع IMDb (الإنجليزية)
- بوب عزام على موقع ميوزك برينز (الإنجليزية)
- بوب عزام على موقع ديسكوغز (الإنجليزية)